# HEART∞BREAKER
「HEART∞BREAKER」（ハート・ブレイカー）は、大黒摩季と吉川晃司のユニット「DaiKichi 〜大吉〜」のシングル。2010年12月15日にavex entertainmentから発売された。

## 概要
表題曲「HEART∞BREAKER」は、東映配給映画『仮面ライダー×仮面ライダー オーズ&ダブル feat.スカル MOVIE大戦CORE』の主題歌として起用。
大黒は『仮面ライダーオーズ/OOO』主題歌「Anything Goes!」を担当、吉川は『仮面ライダー×仮面ライダー オーズ&ダブル feat.スカル MOVIE大戦CORE』を含む『仮面ライダーW』シリーズのキーパーソン・鳴海荘吉を演じたことから、今回のコラボレーションが実現した。本作を以て、大黒は音楽活動を一時休止した。
初回限定盤は「HEART∞BREAKER」ミュージック・ビデオが収録されたDVDとDaiKichi特製おみくじトレカが封入されている。
シングル発売の10年後となる2021年1月31日にWOWOWにて放送された音楽番組「INVITATION」（ゲスト：吉川晃司）に出演、本楽曲が初めてテレビで披露された。

## 収録曲
作詞：大黒摩季、作曲：吉川晃司、編曲：菅原弘明

### CD
1. HEART∞BREAKER[4:07]
東映配給映画『仮面ライダー×仮面ライダー オーズ&ダブル feat.スカル MOVIE大戦CORE』主題歌
2. HEART∞BREAKER 〜Count The Medals Ska Edit [4:50]
3. HEART∞BREAKER 〜Hard Boiled JAZZ Edit [4:21]
4. HEART∞BREAKER （Instrumental）

### DVD（初回限定盤のみ）
1. HEART∞BREAKER (Music Film)

## 収録アルバム
- HEART∞BREAKER
  - SAMURAI ROCK（2013年）（吉川晃司のアルバム。セルフカバーバージョンで収録）